# 希姆斯克區

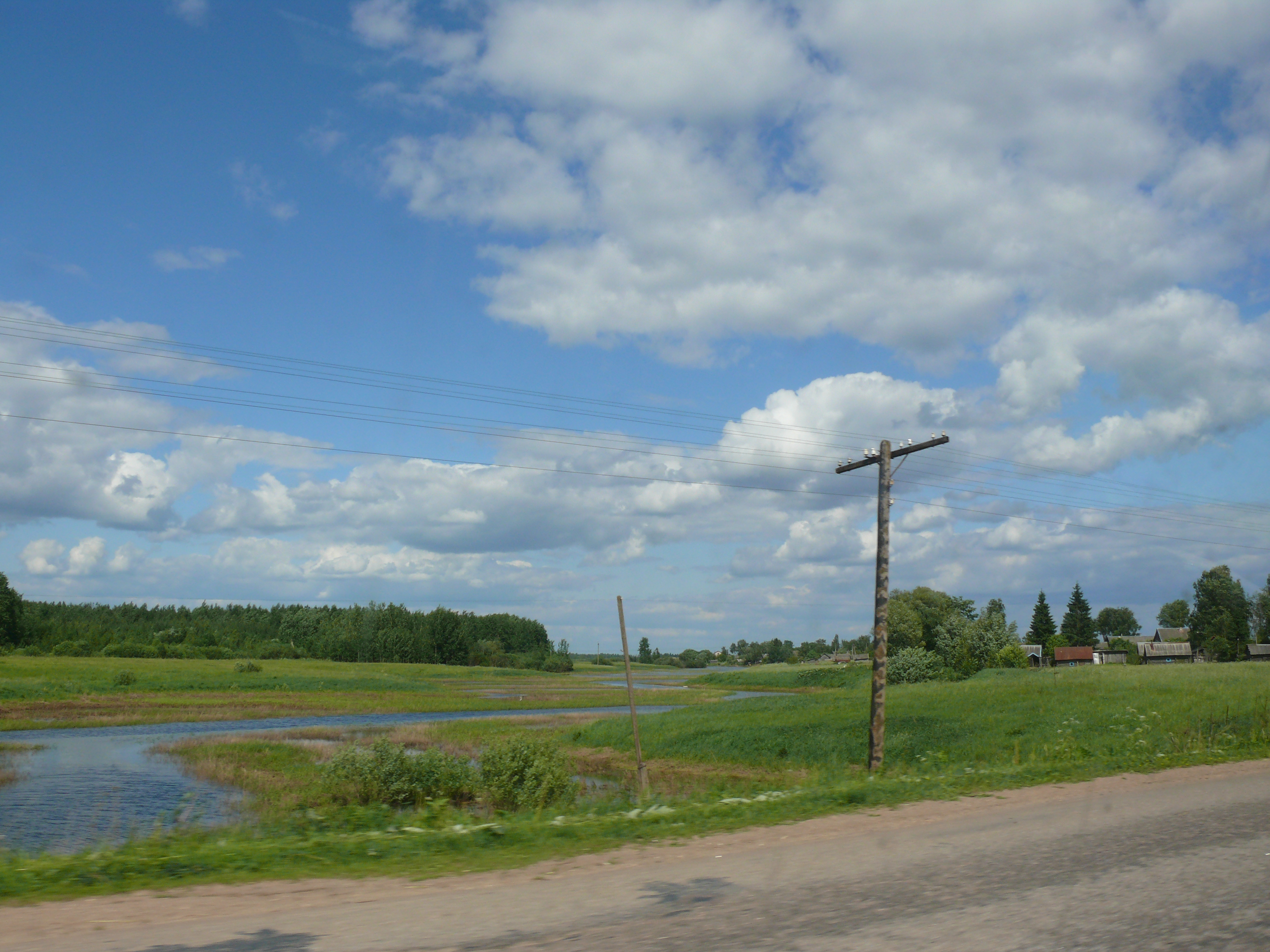

57°12′N 30°43′E / 57.200°N 30.717°E
希姆斯克區（俄语：Шимский район），是俄羅斯的一個區，位於該國西北部，由諾夫哥羅德州負責管轄，始建於1935年2月15日，面積1,836平方公里，2010年人口11,750，人口密度每平方公里6.4人。